# 爱不花
爱不花（?—?），蒙古帝国驸马。汪古部人，阿剌兀思剔吉忽里的孙子，孛要合之次子。
孛要合三子，都是侍妾所生：君不花、爱不花、拙里不花。爱不花娶元世祖幼女月烈公主。中统初年，征讨阿里不哥，在按檀火尔欢击败阔不花。中统三年（1262年） 随亲王拨绰、诸王帖哥于济南围李璮，独当城南一面。李璮军队多次出南门，就被爱不花所隙。李璮伏诛，又从丞相伯颜征西北，于孔古烈大败撒里蛮。贈懷忠竭力效勇定遠功臣、太師、開府儀同三司、上柱國、駙馬都尉、追封趙王，謚武襄。爱不花四子，都是月烈公主所生：阔里吉思、也先海迷失，早卒、阿里八䚟、术忽难。爱不花死后，阔里吉思嗣。